# Partido de Esquerda (França)
O Partido de Esquerda (em francês: Parti de gauche) é um partido político francês de ideologia socialista, liderado por Jean-Luc Mélenchon. O Partido de Esquerda inspirou-se no partido alemão A Esquerda.

## História
O Partido de Esquerda foi fundado em 2008, após o Congresso do Partido Socialista, onde os membros da ala socialista mais à esquerda e eurocética foram derrotados, decidindo fundar este partido. 

## Resultados eleitorais

### Eleições presidenciais
| Data | Candidato apoiado  | 1ª Volta  | 1ª Volta   | 2ª Volta | 2ª Volta |
| Data | Candidato apoiado  | Votos     | %          | Votos    | %        |
| ---- | ------------------ | --------- | ---------- | -------- | -------- |
| 2012 | Jean-Luc Mélenchon | 3 984 822 | 11,1 (4.º) |          |          |
| 2017 | Jean-Luc Mélenchon | 7 059 951 | 19,6 (4.º) |          |          |

### Eleições legislativas
| Data | 1ª Volta           | 1ª Volta           | 2ª Volta           | 2ª Volta           | Deputados | +/- | Status   |
| Data | Votos              | %                  | Votos              | %                  | Deputados | +/- | Status   |
| ---- | ------------------ | ------------------ | ------------------ | ------------------ | --------- | --- | -------- |
| 2012 | Frente de Esquerda | Frente de Esquerda | Frente de Esquerda | Frente de Esquerda | 1 / 577   |     | Oposição |
| 2017 | França Insubmissa  | França Insubmissa  | França Insubmissa  | França Insubmissa  | 7 / 577   | 6   | Oposição |

### Eleições europeias
| Data | Votos              | %                  | +/-                | Deptuados    | +/-     |
| ---- | ------------------ | ------------------ | ------------------ | ------------ | ------- |
| 2009 | Frente de Esquerda | Frente de Esquerda | Frente de Esquerda | 1 / 721 / 74 | Estável |
| 2014 | Frente de Esquerda | Frente de Esquerda | Frente de Esquerda | 1 / 74       | Estável |